# Liste der Biografien/Masa
Liste der Biografien |
Portal Biografien |
Personensuche
# |
A |
B |
C |
D |
E |
F |
G |
H |
I |
J |
K |
L |
M |
N |
O |
P |
Q |
R |
S |
T |
U |
V |
W |
X |
Y |
Z |
?
 
Ma |
Mb |
Mc |
Md |
Me |
Mf |
Mg |
Mh |
Mi |
Mj |
Mk |
Ml |
Mm |
Mn |
Mo |
Mp |
Mq |
Mr |
Ms |
Mt |
Mu |
Mv |
Mw |
Mx |
My |
Mz
 
Maa |
Mab |
Mac |
Mad |
Mae |
Maf |
Mag |
Mah |
Mai |
Maj |
Mak |
Mal |
Mam |
Man |
Mao |
Map |
Maq |
Mar |
Mas |
Mat |
Mau |
Mav |
Maw |
Max |
May |
Maz
 
Masa |
Masb |
Masc |
Masd |
Mase |
Masg |
Mash |
Masi |
Masj |
Mask |
Masl |
Masm |
Masn |
Maso |
Masp |
Masq |
Masr |
Mass |
Mast |
Masu |
Masv |
Masw |
Masy |
Masz
Die Liste der Biografien führt alle Personen auf, die in der deutschsprachigen Wikipedia einen Artikel haben. Dieses ist eine Teilliste mit 74 Einträgen von Personen, deren Namen mit den Buchstaben „Masa“ beginnt.

## Masa
- Masa, Gioachimo (1783–1862), Schweizer Arzt und Politiker (Tessiner Grossrat und Staatsrat)

### Masab
- Masaba, Brian (* 1991), ugandischer Cricketspieler
- Masabanda, Luis (* 1996), ecuadorianischer Langstreckenläufer

### Masac
- Masaccio (1401–1428), italienischer Maler der FrührenaissanceMasaccio (1401–1428)

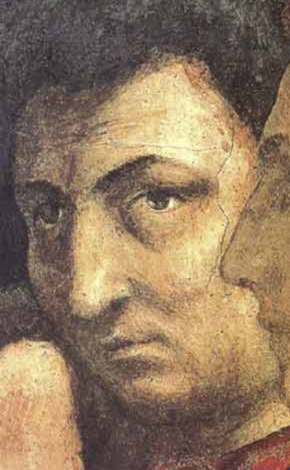
Masaccio (1401–1428)

- Masachs, Josep (* 1983), spanischer Handballspieler

### Masad
- Məşədibəyov, Ağası (1912–1984), aserbaidschanischer Komponist, Dirigent und Musikpädagoge

### Masaf
- Masafret, Martin (* 1955), Schweizer Fernsehmoderator, Sportreporter und Dokumentarfilmer
- Masafret, Tina (* 1987), schweizerisch-US-amerikanische Schauspielerin und Filmschaffende

### Masag
- Masaga, Lelia (* 1986), neuseeländischer Rugbyspieler
- Masagus, Ahmad, indonesischer Offizier

### Masah
- Masaharta, Hohepriester des Amun in Theben

### Masai
- Masai, Edith (* 1967), kenianische Langstreckenläuferin
- Masai, Gilbert (* 1989), kenianischer Langstreckenläufer
- Masai, Linet Chepkwemoi (* 1989), kenianische Langstreckenläuferin
- Masai, Moses (* 1978), kenianischer Marathonläufer
- Masai, Moses Ndiema (* 1986), kenianischer Langstreckenläufer
- Masai, Samwel Chebolei (* 2001), kenianischer Langstreckenläufer
- Masai, Titus Kwemoi (* 1989), kenianischer Langstreckenläufer
- Masaidek, Franz Friedrich (1840–1911), österreichischer Schriftsteller und Journalist

### Masak
- Masák, Martin (* 1976), deutsch-tschechischer Eishockeyspieler
- Masak, Ron (1936–2022), US-amerikanischer Schauspieler
- Masaka, Aisha (* 2003), tansanische Fußballspielerin
- Masakadza, Wellington (* 1993), simbabwischer Cricketspieler
- Masakayan, Elizabeth (* 1964), US-amerikanische Volleyball- und Beachvolleyballspielerin
- Masakazu Konishi (1933–2020), japanisch-US-amerikanischer Ethologe und Neurophysiologe
- Masaki, Kō (1983–2013), japanischer Pornodarsteller und Model
- Masaki, Mori (* 1941), japanischer Mangaka, Anime-Filmregisseur und Drehbuchautor
- Masaki, Yuka (* 1986), japanische J-Pop-Sängerin
- Masako (* 1963), japanische Kaiserin, Ehefrau von Kaiser Naruhito
- Masakowski, Steve (* 1954), US-amerikanischer Jazzmusiker und Komponist

### Masal
- Masala, Beatrice (* 1963), deutsche Schauspielerin
- Masala, Carlo (* 1968), deutscher Politikwissenschaftler und HochschullehrerCarlo Masala (* 1968)

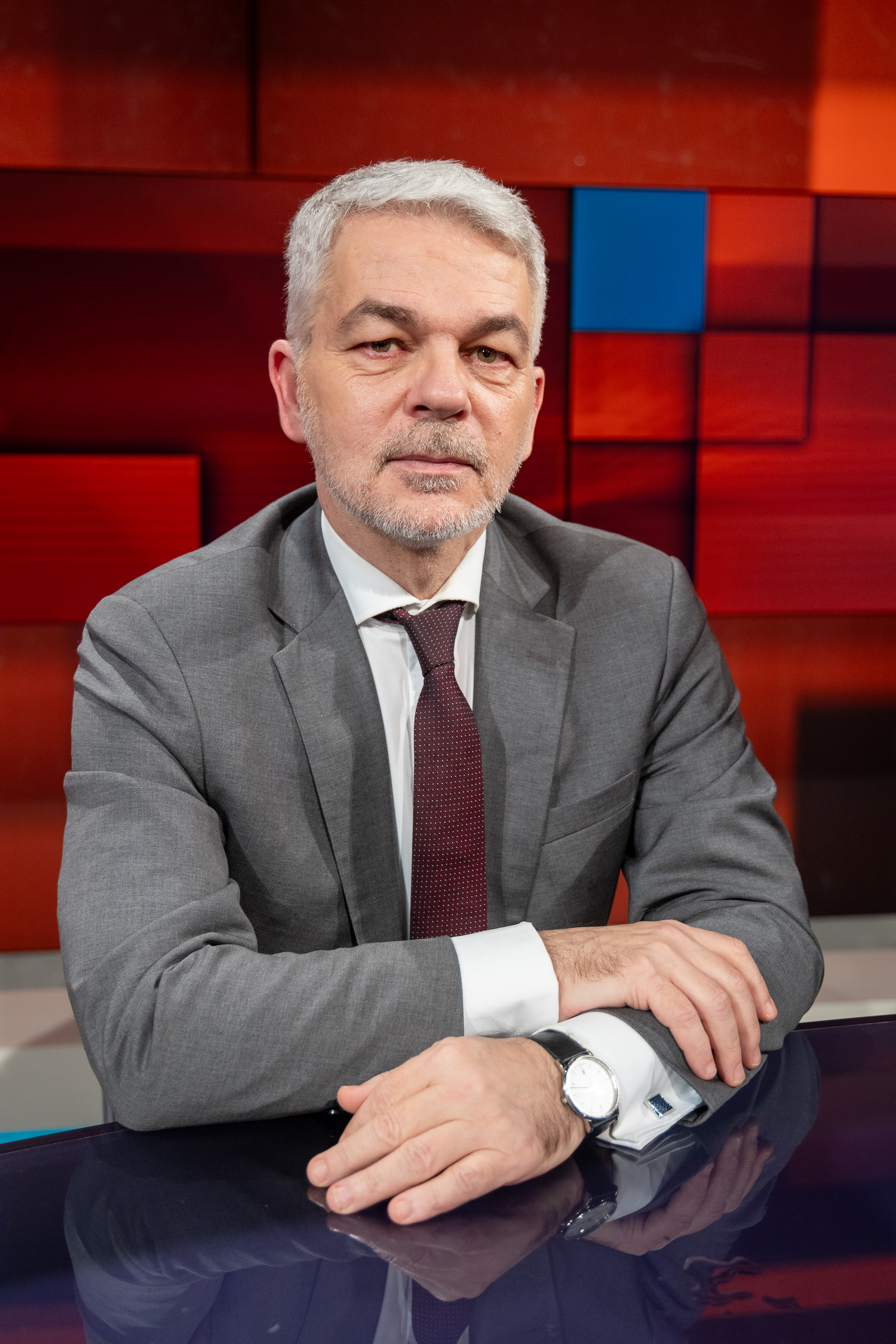
Carlo Masala (* 1968)

- Masala, Daniele (* 1955), italienischer Moderner Fünfkämpfer
- Masalela, Tshepiso (* 1999), botswanischer Mittelstreckenläufer
- Masaleuski, Dsmitryj (* 1985), belarussischer Fußballspieler
- Masalha, Salman (* 1953), israelischer Dichter, Schriftsteller, Essayist und Übersetzer
- Masalles Pere, Víctor Emilio (* 1961), spanischer Geistlicher, emeritierter römisch-katholischer Bischof von Baní
- Masaļskis, Edgars (* 1980), lettischer Eishockeytorwart

### Masam
- Masami, Kuwashima (* 1950), japanischer Automobilrennfahrer
- Masamune, japanischer Schwertschmied
- Masamune Hakuchō (1879–1962), japanischer Schriftsteller
- Masamune, Satoru (1928–2003), japanisch-amerikanischer Chemiker und Hochschullehrer

### Masan
- Masanés, Hernán (1931–2018), chilenischer Radrennfahrer
- Masanés, Mario (1927–1979), chilenischer Radrennfahrer
- Masanetz, Guido (1914–2015), deutscher Komponist und Kapellmeister
- Masanetz, Jan (* 1979), deutscher Komponist
- Masango, Senteni (1981–2018), achte Ehefrau von Mswati III., Mitglied des Hauses Dlamini und einer der Königinnen Eswatinis
- Masaniello (1620–1647), italienischer Rebell beim Aufstand in Neapel 1647
- Masanik, Jelena Grigorjewna (1914–1996), belarussische Partisanin, Heldin der Sowjetunion
- Masanja, Verdiana (* 1954), tansanische Mathematikerin, Physikerin und Hochschullehrerin
- Masannek, Joachim (* 1960), deutscher Kinderbuchautor und FilmregisseurJoachim Masannek (* 1960)

Joachim Masannek (* 1960)

- Masanow, Wiktor Georgijewitsch (* 1947), sowjetischer Schwimmer
- Masantonio, Herminio (1910–1956), argentinischer Fußballspieler

### Masao
- Masaoka, Miya (* 1958), US-amerikanische Kotospielerin, avantgardistische Musikerin und Komponistin
- Masaoka, Shiki (1867–1902), japanischer Schriftsteller

### Masar
- Masar, Ella (* 1986), US-amerikanisch-kanadische Fußballspielerin
- Masaracchia, Regina (* 1966), deutsche Krankenpflegerin und Autorin
- Masaraki, Andrian Semjonowitsch (1835–1906), russischer Offizier, Pianist und Mäzen
- Masaraki, Semjon Semjonowitsch (1787–1854), russischer Generalleutnant der Artillerie und Waffenfabrikant
- Masarati, Carlo (1930–2021), italienischer Radrennfahrer
- Masařík, Ivan (* 1967), tschechischer Biathlet
- Masarim, Regis Felisberto (* 1973), brasilianischer Fußballspieler
- Masaro, Anastasia (* 1974), kanadische Szenenbildnerin und Artdirectorin
- Masarova, Rebeka (* 1999), schweizerisch-spanische Tennisspielerin
- Masaryk, Jan (1886–1948), tschechischer Politiker
- Masaryk, Tomáš Garrigue (1850–1937), tschechischer Philosoph, Soziologe, Schriftsteller und Politiker sowie Mitbegründer und Staatspräsident der TschechoslowakeiTomáš Garrigue Masaryk (1850–1937)

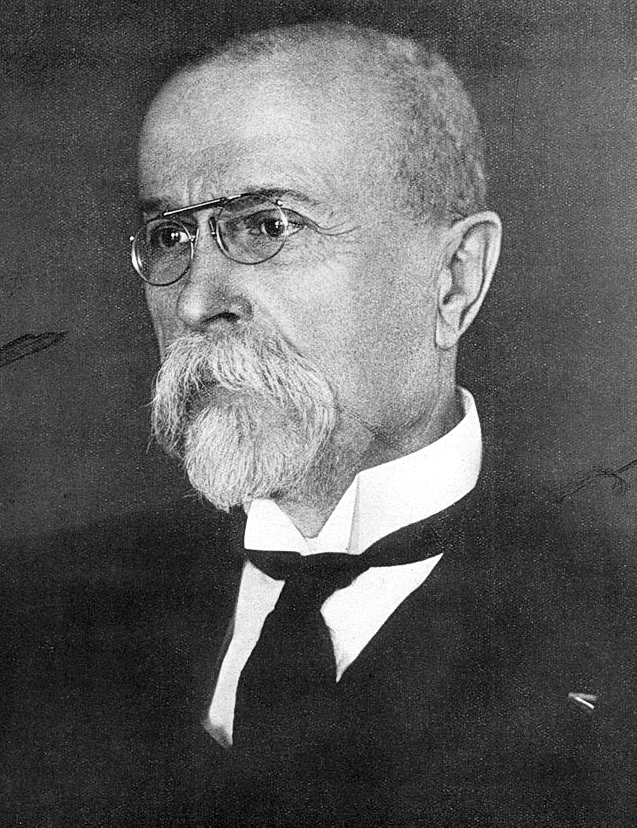
Tomáš Garrigue Masaryk (1850–1937)

- Masaryková, Alice (1879–1966), Soziologin
- Masaryková, Andrea (* 1980), slowakische Tennisspielerin

### Masas
- Masasa, Thuto (* 2000), botswanischer Sprinter

### Masat
- Masát, András (* 1947), deutsch-ungarischer Literaturwissenschaftler, Rektor der Andrássy Universität Budapest
- Masatfa, Abdelrahman al- (* 1996), jordanischer Karateka
- Masati, Altin, albanischer Fußballspieler
- Masato (* 1979), japanischer Kickboxer

### Masau
- Masauni, Hamad (* 1973), tansanischer Politiker und Minister